# Bademuseum Bad Elster

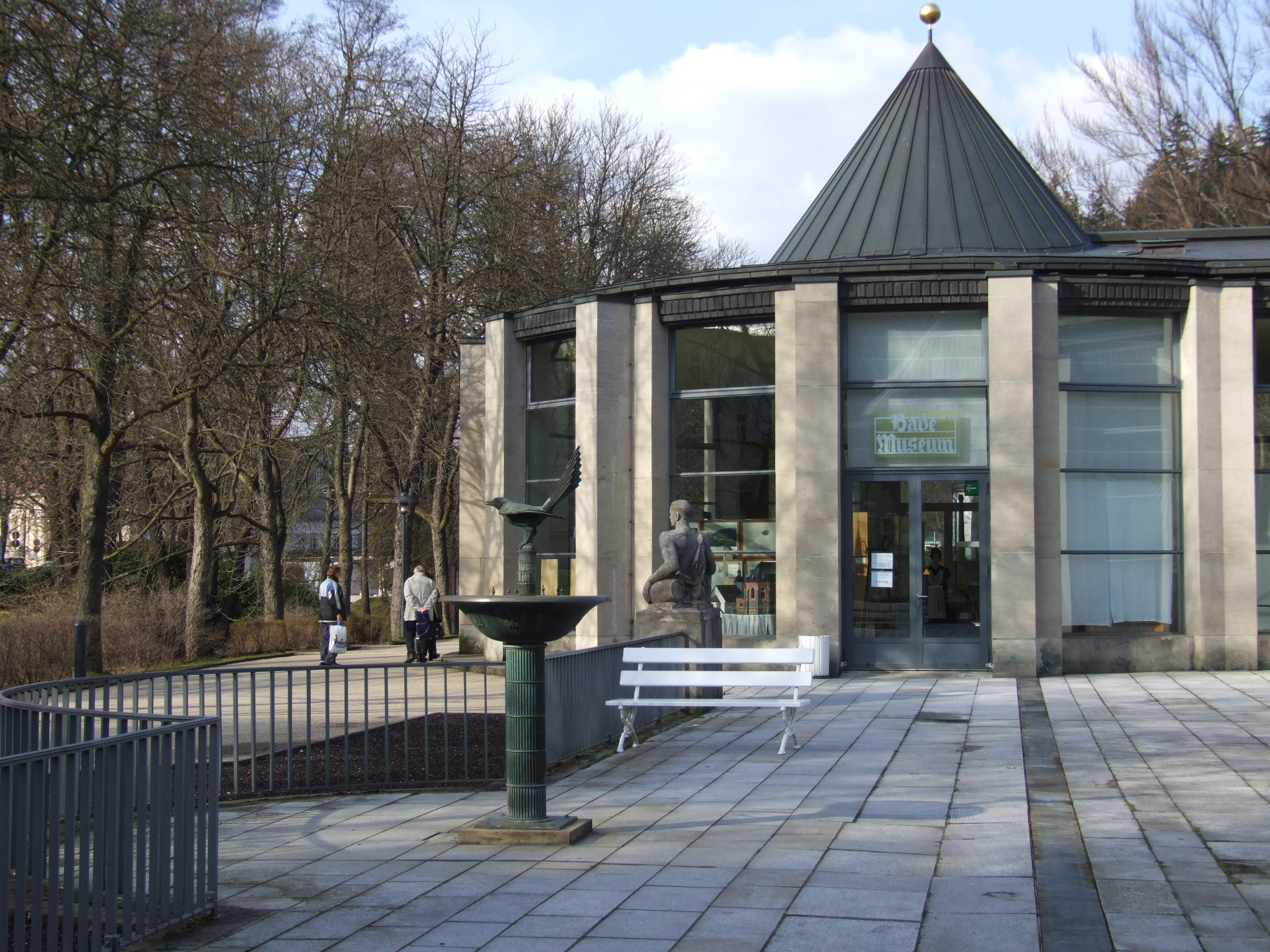
Die Elster und das Bademuseum

Das erste Bademuseum in Bad Elster entstand 1880 unter Robert Flechsig (1817–1892), Bernhard von Heygendorff (1843–1916) und dem königlich-sächsischen Hofphotographen Emil Tietze (1840–1931). Es hatte jedoch nicht lange Bestand und wurde kurz darauf wieder aufgelöst.
Nach dem Zweiten Weltkrieg gründeten einige Elsteraner Bürger unter der Mitarbeit von Bruno Rudau (1891–1970) ein neues Bademuseum, das in der Folge durch politisch motivierte Entscheidungen erneut aufgelöst wurde.
1993 kam es zur dritten Gründung des Sächsischen Bademuseums Bad Elster. Untergebracht in der KunstWandelhalle gibt es einen umfassenden Einblick in die Geschichte des Kurwesens in den Bädern Bad Elster und Bad Brambach.
Träger des Museums ist der Kunstverein Bad Elster.
Im Jahre 2008 wurde das Sächsische Bademuseum Bad Elster komplett renoviert und die Ausstellung aufwändig überarbeitet und neu präsentiert.